# Goshavank
Goshavank o Gochavank (en armenio Գոշավանք, «monasterio de Gosh»; antiguamente Nor-Getik, Նոր Գետիկ, «Nuevo Getik») es un monasterio armenio situado en la comunidad rural de Gosh, en el marz de Tavush, cerca de la ciudad actual de Dilijan, al noreste de Armenia. El complejo fue edificado entre los siglos XII y XIII durante el período zakárida. Estuvo en actividad hasta fines del siglo XVI, luego del siglo XVII al siglo XIX.
La iglesia principal del monasterio, Santa Madre de Dios (Surp Astvatsatsin), es precedida de un gavit (una suerte de nártex). Otras dos iglesias (Surp Grigor y Surp Grigor Lousavorich), varias capillas y una biblioteca completan el sitio. El monasterio lleva el nombre de su fundador, el fabulista, jurista y teólogo Mkhitar Gosh.
En la actualidad, se encuentra desligada del plano religioso y, tras una restauración en dos fases en los siglos XX y XXI, se convirtió en un atractivo turístico regional.